# Panoptikum Hamburg

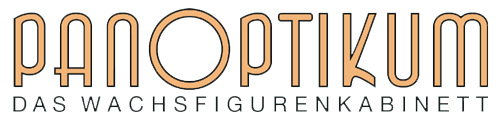
Logo Panoptikum Hamburg

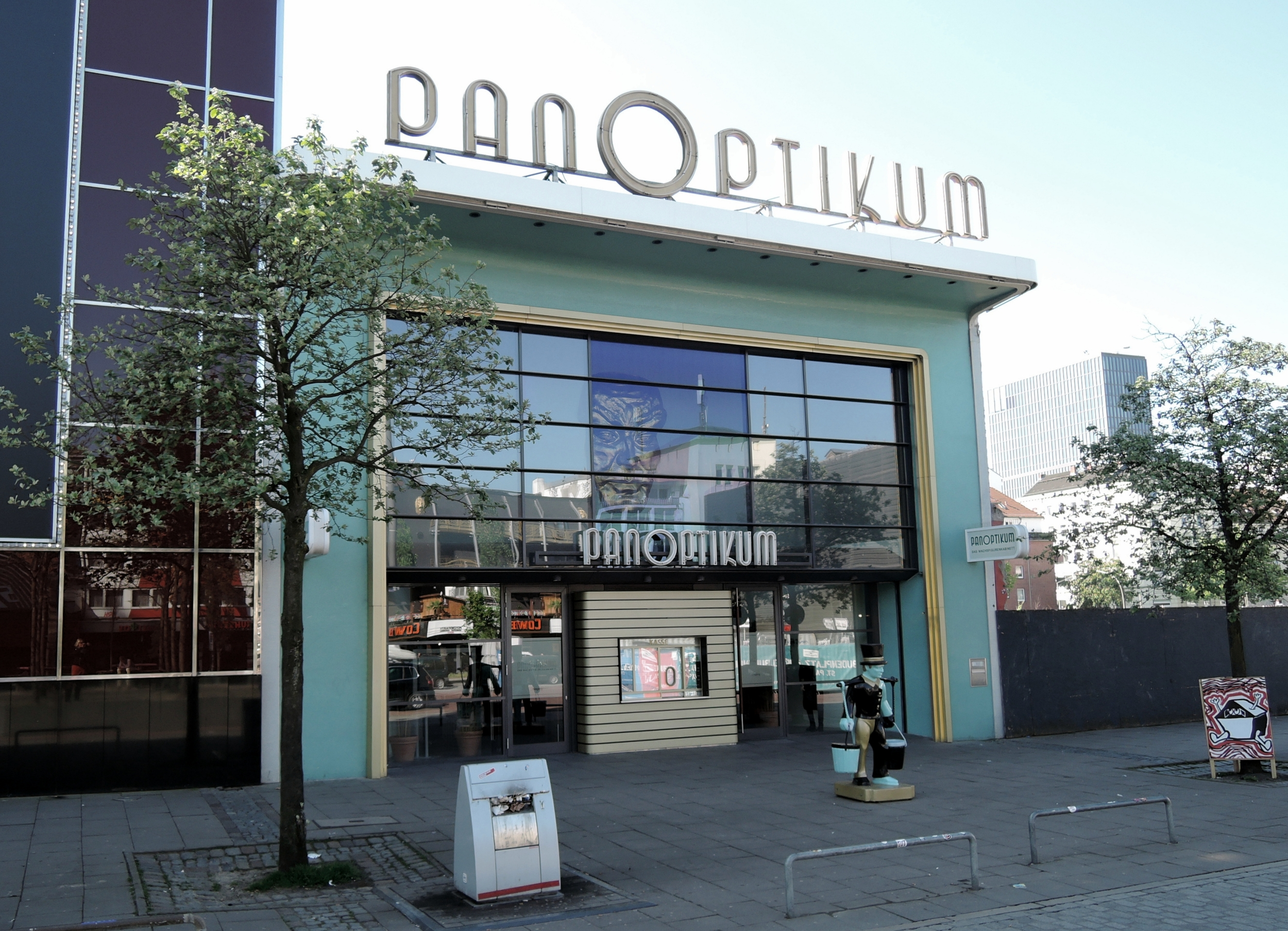
Panoptikum, April 2019

Das Panoptikum in Hamburg ist Deutschlands ältestes und größtes Wachsfigurenkabinett.

## Geschichte
Das Panoptikum Hamburg wurde 1879 von dem Holzbildhauer Friedrich Hermann Faerber auf dem Spielbudenplatz an der Reeperbahn gegründet und ist seitdem in Familienbesitz. Zurzeit wird das Kabinett von dem Arzt Hayo Faerber und seiner Tochter Susanne Faerber geleitet. Hayo Faerber ist Urenkel des Gründers und hatte den Betrieb von seinem Vater, Heinz Hermann Faerber, übernommen, welcher als Oberbaurat bei der Hamburger Baubehörde tätig war. Zunächst leitete Ehefrau Beate die Geschäfte, nach deren Versterben übernahm Hayo Faerber selbst die Geschäftsführung. Bis zum Zweiten Weltkrieg wuchs das Panoptikum im Vergnügungsviertel St. Pauli zu einem Museum mit 300 Figuren an, bevor es 1943 durch Brandbomben zerstört wurde. Mit 28 geretteten Figuren eröffnete das Panoptikum 1948 in einigen wiederhergestellten Räumen. Darunter auch die 1941 geschaffenen Figuren von Adolf Hitler und Joseph Goebbels, deren Aufstellung zuvor von Nationalsozialisten verboten worden waren und die heute in einer Szene mit den Geschwistern Scholl gezeigt werden. 1959/1961 wurde das heutige Gebäude nach den Entwürfen von Heinz Hermann Faerber am alten Standort neben dem Operettenhaus errichtet. Anfang 2007 erfolgte eine behutsame Neugestaltung, bei der der Charakter der Fassade im Stil der 1950er-Jahre bestehen blieb.

## Sammlung und Ausstellung
In den Gründungsjahren wurden anfangs Könige und Kaiser, Kriminelle und Mörder, aber auch lebende Menschen wie z. B. Kleinwüchsige und Riesen ausgestellt. Heutzutage verfügt das Panoptikum auf vier Etagen über rund 120 Figuren von historischen Persönlichkeiten in wertvollen Kostümen, internationale Berühmtheiten und Hamburger Stars. Man kann beispielsweise die junge Fußball-Legende Uwe Seeler, die Schauspielerin Inge Meysel in den besten Jahren oder Neuzugänge wie Angela Merkel, Robbie Williams, Angelina Jolie, Vitali Klitschko, Udo Lindenberg, Otto Waalkes, Helene Fischer, Karl Lagerfeld, Barack Obama, Donald Trump oder Papst Benedikt XVI. betrachten. Ebenso ist eine Gruselszene und ein sogenanntes medizinisch-historisches Kabinett vorhanden. Im Vergleich zu den von Freizeitkonzernen heute mit großem technischen Aufwand betriebenen Anlagen, verweist das Hamburger Panoptikum in Bezug auf Ausstellungsfläche und Inszenierung eher auf die Ursprünge der Wachsfigurenkabinette. Für Kinder und Jugendliche werden verschiedene Rallyes durch das Museum und die Ausrichtung von Kindergeburtstagen angeboten, außerdem gibt es einen Audioguide.
Die künstlerische Arbeitsweise der beauftragten Bildhauer und die technischen Möglichkeiten der in Einzelfällen noch vor dem Zweiten Weltkrieg modellierten Köpfe und Gliedmaßen beeinflusst die Qualität der Figuren. Die Herstellung einer Figur dauert mehrere Monate. Bis 1953 wurden diese Arbeiten vom Gründer und seinem Sohn Herrmann ausgeführt. Heute sind Saskia Ruth und Gottfried Krüger die ausführenden Künstler.